# Maurisk landskildpadde
Den Mauriske Landskildpadde (Testudo graeca) lever i det sydlige Europa og nordlige Afrika, men også på en række middelhavsøer.
Denne skildpadde ligner meget den græske landskildpadde og bliver dog også tit forvekslet da de lever i samme områder. 
Den lever i græsområder og sandklitter og spiser urter, græsser og blomster. Den bliver oftest 20-25 cm lang.